# Societatea de transport Constanța
Societatea de transport Constanța, S.T.C., a fost prima întreprindere românească de profil aeronautic care a construit hidroavioane.  Activitatea ei s-a desfășurat la Constanța începând din anul 1924 când a fost aprobată funcționarea ei.

## Istoric
S.T.C. a fost înființată din inițiativa unor ingineri și tehnicieni constănțeni.  Aceștia au susținut ideea că atâta timp cât România deține o fâșie importantă de litoral este necesar să aibă și o hidroaviație proprie, care să supravegheze apele teritoriale din aer.  În anul 1924 S.T.C. a primit aprobarea de funcționare de la Ministerul Aerului și Marinei precum și o comandă de patru hidroavioane.  Hidroavionul prototip pentru această comandă a fost proiectat și construit la S.T.C. și s-a numit Getta-RAS-1.  Cele patru hidroavioane au format prima escadrilă de hidroavioane a României.
În anul 1926, căpitanul Romeo Popescu a efectuat un raid cu decolarea din portul Constanța și amerizarea pe lacul Snagov de lângă București.  Tot în același an, unul din hidroavioanele produse la S.T.C. a participat la o expoziție aviatică la Praga.
În anul 1927 S.T.C. nu a primit comanda unui alt lot de hidroavioane.  Statul a preferat modelul Savoia-Marchetti-S-59 bis pentru o comandă de 12 bucăți.  Această comandă a stat la baza formării primei hidroscale din România, pe lacul Siutghiol.

## Getta-RAS-1
Getta-RAS-1 a fost modelul de hidroavion proiectat, construit și testat de cătreSocietatea de transport Constanța.  A fost comandat în număr de patru bucăți de către Ministerul Aerului și Marinei.
Getta-RAS-1 a fost un hidroavion echipat cu motoare Austro-Deimler de 220 C.P. (trei din cele patru hidroavioane) și Hiero de 200 C.P. (prototipul).  Proiectul hidroavionului a fost întocmit de inginer Radu Stoika, iar zborurile de încercare au fost efectuate de aviator Romeo Popescu.